# Tecomaxúchitl del Norte
Tecomaxúchitl del Norte är en ort i Mexiko.   Den ligger i kommunen General Heliodoro Castillo och delstaten Guerrero, i den södra delen av landet, 190 km söder om huvudstaden Mexico City. Tecomaxúchitl del Norte ligger 1 240 meter över havet och antalet invånare är 203.
Terrängen runt Tecomaxúchitl del Norte är kuperad norrut, men söderut är den bergig. Terrängen runt Tecomaxúchitl del Norte sluttar norrut. Runt Tecomaxúchitl del Norte är det ganska glesbefolkat, med 21 invånare per kvadratkilometer. Närmaste större samhälle är Tlacotepec, 9,8 km sydväst om Tecomaxúchitl del Norte. I omgivningarna runt Tecomaxúchitl del Norte växer huvudsakligen savannskog.